# Atlanta Dream 2015
La stagione 2015 delle Atlanta Dream fu l'8ª nella WNBA per la franchigia.
Le Atlanta Dream arrivarono seste nella Eastern Conference con un record di 15-19, non qualificandosi per i play-off.

## Roster
| N° | Naz.                   | Ruolo | Sportivo             | Anno | Alt. | Peso |
| -- | ---------------------- | ----- | -------------------- | ---- | ---- | ---- |
| 1  | Stati Uniti (bandiera) | A     | DeLisha Milton-Jones | 1974 | 185  | 84   |
| 3  | Stati Uniti (bandiera) | G     | Erica Wheeler        | 1991 | 170  | 65   |
| 4  | Stati Uniti (bandiera) | G     | Sydney Carter        | 1990 | 168  | 60   |
| 5  | Stati Uniti (bandiera) | G     | Roneeka Hodges       | 1982 | 180  | 75   |
| 8  | Porto Rico (bandiera)  | G     | Carla Cortijo        | 1982 | 173  | 61   |
| 10 | Stati Uniti (bandiera) | G     | Matee Ajavon         | 1986 | 173  | 73   |
| 11 | Stati Uniti (bandiera) | A     | Cierra Burdick       | 1993 | 188  | 73   |
| 12 | Brasile (bandiera)     | C     | Damiris              | 1992 | 191  | 89   |
| 13 | Giamaica (bandiera)    | A     | Aneika Henry         | 1986 | 191  | 93   |
| 14 | Brasile (bandiera)     | AC    | Érika                | 1982 | 196  | 86   |
| 15 | Stati Uniti (bandiera) | G     | Tiffany Hayes        | 1989 | 178  | 70   |
| 20 | Spagna (bandiera)      | A     | Sancho Lyttle        | 1983 | 193  | 65   |
| 21 | Stati Uniti (bandiera) | A     | Reshanda Gray        | 1993 | 188  | 87   |
| 22 | Stati Uniti (bandiera) | A     | Samantha Logic       | 1992 | 175  | 80   |
| 23 | Stati Uniti (bandiera) | G     | Shoni Schimmel       | 1992 | 175  | 73   |
| 31 | Brasile (bandiera)     | C     | Nádia                | 1989 | 193  | 89   |
| 35 | Stati Uniti (bandiera) | A     | Angel McCoughtry     | 1986 | 185  | 73   |

## Staff tecnico
- Allenatore: Michael Cooper
- Vice-allenatori: Karleen Thompson, Tellis Frank
- Player development coach: Miles Cooper
- Director sports medicine: Michael Douglas
- Preparatore atletico: Seanta Cleveland
- Preparatore fisico: Dustin Wolf